# Moriera
Moriera là chi thực vật có hoa trong họ Cải.